# Вацлавський орел
Вацлавський орел (святий Вацлавський орел) — негеральдична фігура в геральдиці і геральдична тварина зі своїм ім’ям. Цю форму орла можна зустріти лише в геральдиці та печатці регіону Центральна Чехія та Трентіно.
Вацлавський орел є символом Вацлава Богемського, покровителя Богемії. Вацлав, богемський князь з правлячої родини Пржемисловичів у першій половині X століття був канонізований після його мученицької смерті. Його убив власний брат Болеслав І. Вважається, що на гербі Вацлава Богемського на срібному полі був зображений чорний орел із золотою зброєю. Червоне полум’я дають орлу другу назву: полум’яний орел. Інші джерела говорять про найстарішу геральдичну тварину і описують чорного орла в сріблі, посипаному золотим полум’ям, золотим озброєнням та золотими стеблами конюшини на крилах. Крила, мабуть, не були пофарбовані звичним способом. Натомість до крил (столових приборів) прикріплювали золоті металеві пластини.
На печатці короля Пржемисла Оттокара з 1192 року зображена самка орла. Печатка не виявляє кольору орла. Передбачається, що на срібному полі є чорний орел.
Імператор Рудольф ІІ поновив ринкові привілеї 16 вересня серпня 1591 р., а також короля Владислава вже в 1457 р. та інших у 1787 р. На використаних печатках було зображено коронованого напіворла над великою буквою «Ш». Крім того, напис великими літерами “+SIGILLVM. ОППІДІ. RAWSENBUC. АННО ДОМІНІ: 1591 ". Овальна печатка мала діаметр 32×30 мм. Свідоцтво на ринковий герб від серпня 1591 р. Містить опис Раузенбрука. Після цього на місці є щит, розділений сріблом на червоний, зверху - коронований і озброєний золотом орел із червоним язиком, внизу - золота літера «W».
Вацлавський орел, швидше за все, пов’язаний із марками ринкової громади ХІХ століття і ХХ-го ст. помилково трактується як моравський орел. Це було неправильно витлумачено з печатки та подано відповідно. Орел, що у верхній частині щита, став щитом. Те, що характеризує Вацлавського орла “W” від нижньої частини щита рухався лише у вигляді невеликого відростка “W” між пір’ям хвоста. Двомовні марки, що використовувались після Першої світової війни до 1938 року, були розроблені таким же чином.
Пржемисл Отакар II, Маркграф Моравський, мав у першій половині ХІІІ-го століття вже використовувало двохвостого лева на гербі династії та вацлавського орла як національний символ. У битві проти моравського князя Конрада в 1142 р. Імператорські князі мали на своїх вимпелах Вацлавського орла.
У Тренто, де був введений герб князя-єпископа Ніколауса Абрейна (1338-1347), ця форма, ймовірно, накладалася на старішого тірольського орла (червоний із золотими затискачами крил у сріблі), що було доведено ще в 1205 році (колір 1271/1286).

## Приклади

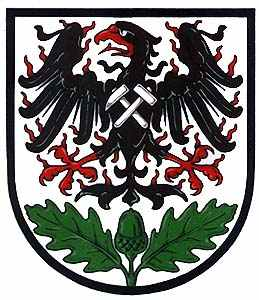
Герб Стохова
Герб Трентіно
Герб Трентіно-Альто-Адідже
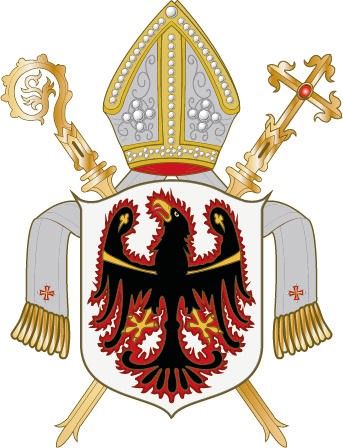
Геррб архієпархії Тренто
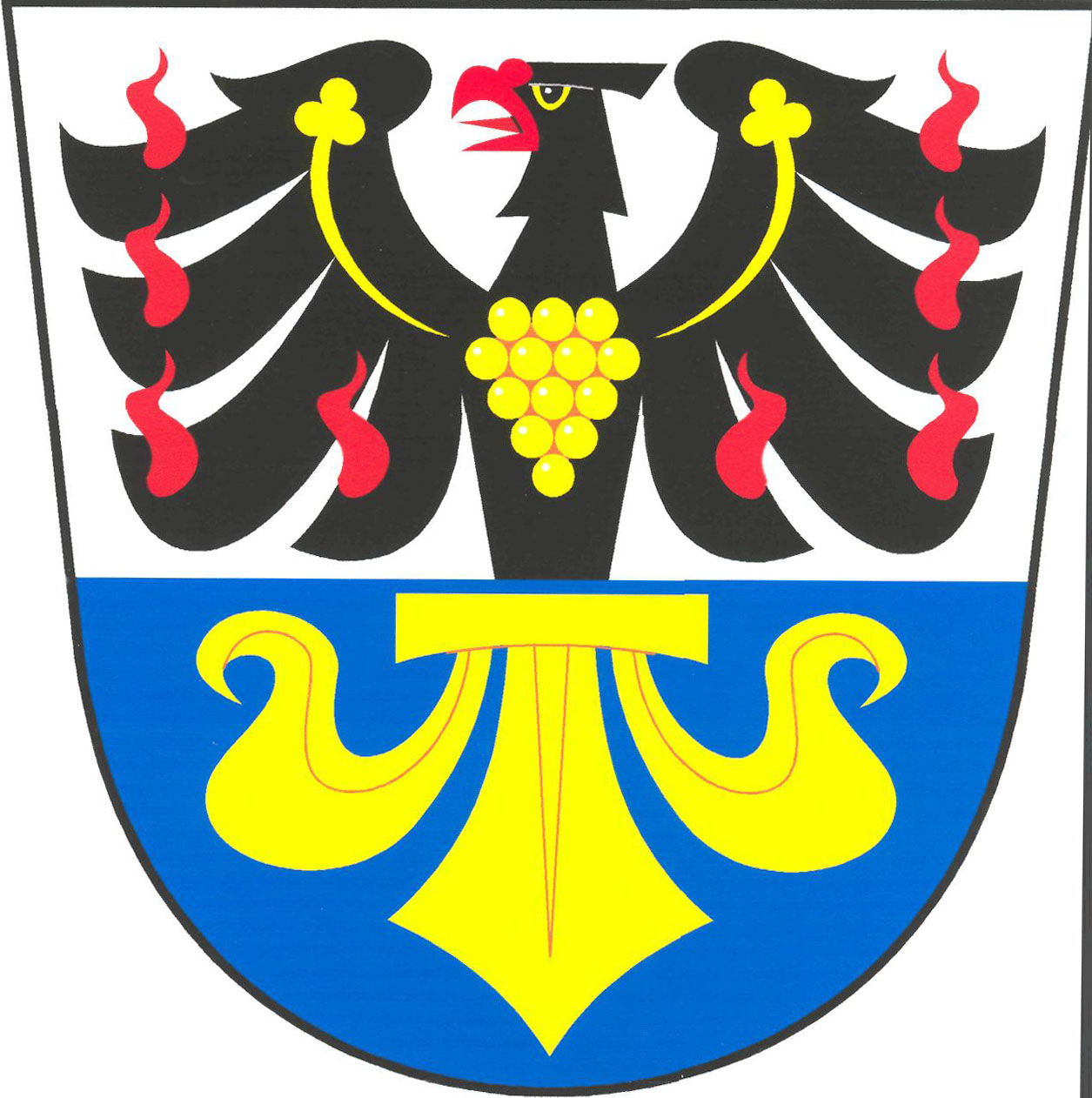
Герб Држетовіце
Герб Середньочеського краю
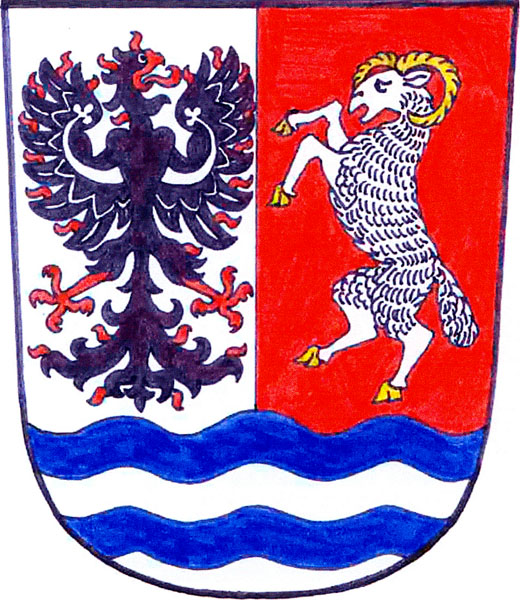
Герб Ждірця